# Tommy Smith (futbolista nacido en 1992)
Thomas George Smith  (Warrington, Inglaterra, 14 de abril de 1992) es un exfutbolista inglés que jugaba como defensa.

## Trayectoria
Comenzó su carrera en el Tranmere Rovers antes de unirse a la academia del Manchester City a la edad de 11 años. Dejó el club en enero de 2012 después de que su contrato fuera rescindido por mutuo acuerdo, luego de realizar pruebas en el Oxford United y el Stevenage fichó para el equipo sub-21 del Huddersfield Town.
Su primera convocatoria con el primer equipos fue el 5 de enero de 2013, cuando fue suplente en la victoria 1-0 del Huddersfield sobre el Charlton Athletic en la FA Cup Hizo su debut el 24 de septiembre de 2013 cuando fue titular en la derrota por 1-0, de visita ante el Hull City en la Copa de la Liga. Su debut en la liga fue el 23 de noviembre de 2013 como titular en la victoria por 2-1 de visita ante el Sheffield Wednesday. Smith firmó un nuevo contrato con el Huddersfield el 4 de febrero de 2014, que lo mantendría en el club hasta junio de 2016.
El 31 de enero de 2015 fue trasladado por aire al hospital debido a una lesión en la cabeza tras chocar con el portero del Huddersfield, Joe Murphy durante la derrota 2-1 como local ante el Leeds United. Fue dado de alta al día siguiente.
Su primer gol para el Huddersfield fue el 19 de enero de 2016, en la derrota 5-2 de visita ante el Reading en la FA Cup.
Smith capitaneó al equipo el 29 de mayo en los play-off de la Championship del 2017 ante el Reading, donde el Huddersfield ganó 4-3 en los penales después de un empate en 0-0 en el tiempo extra. Esto significó que el Huddersfield ascendió a la Premier League por primera vez, y pudo competir en la máxima categoría por primera vez en 45 años.
En agosto de 2017 fue nombrado como capitán permanente del Huddersfield, después del retiro de Mark Hudson.
El 15 de julio de 2019 abandonó el Huddersfield Town para fichar por el Stoke City con el que firmó un contrato por tres temporadas. Dejó el club al término de la temporada 2021-22.
El 27 de julio de 2022 se unió al Middlesbrough F. C. por un año, aunque a mediados de la campaña, en febrero, renovó por otras dos temporadas. Disputó un total de 47 encuentros, el último de ellos en octubre de 2023 cuando sufrió una rotura del tendón de Aquiles. No se recuperó de esta lesión y en febrero de 2025 puso fin a su carrera.

## Estadísticas

### Clubes
Actualizado al último partido disputado en su carrera.
| Club                                  | Div.          | Temporada     | Liga  | Liga  | Copas nacionales | Copas nacionales | Total | Total |
| Club                                  | Div.          | Temporada     | Part. | Goles | Part.            | Goles            | Part. | Goles |
| ------------------------------------- | ------------- | ------------- | ----- | ----- | ---------------- | ---------------- | ----- | ----- |
| Huddersfield Town A. F. C. Inglaterra | 2.ª           | 2012-13       | 0     | 0     | 0                | 0                | 0     | 0     |
| Huddersfield Town A. F. C. Inglaterra | 2.ª           | 2013-14       | 24    | 0     | 3                | 0                | 27    | 0     |
| Huddersfield Town A. F. C. Inglaterra | 2.ª           | 2014-15       | 41    | 0     | 3                | 0                | 44    | 0     |
| Huddersfield Town A. F. C. Inglaterra | 2.ª           | 2015-16       | 36    | 0     | 3                | 1                | 39    | 1     |
| Huddersfield Town A. F. C. Inglaterra | 2.ª           | 2016-17       | 45    | 4     | 2                | 0                | 47    | 4     |
| Huddersfield Town A. F. C. Inglaterra | 1.ª           | 2017-18       | 24    | 0     | 3                | 0                | 27    | 0     |
| Huddersfield Town A. F. C. Inglaterra | 1.ª           | 2018-19       | 15    | 0     | 1                | 0                | 16    | 0     |
| Huddersfield Town A. F. C. Inglaterra | Total club    | Total club    | 185   | 4     | 15               | 1                | 200   | 5     |
| Stoke City F. C. Inglaterra           | 2.ª           | 2019-20       | 30    | 0     | 2                | 0                | 32    | 0     |
| Stoke City F. C. Inglaterra           | 2.ª           | 2020-21       | 35    | 2     | 6                | 0                | 41    | 2     |
| Stoke City F. C. Inglaterra           | 2.ª           | 2021-22       | 32    | 1     | 1                | 0                | 33    | 1     |
| Stoke City F. C. Inglaterra           | Total club    | Total club    | 97    | 3     | 9                | 0                | 106   | 3     |
| Middlesbrough F. C. Inglaterra        | 2.ª           | 2022-23       | 38    | 0     | 2                | 0                | 40    | 0     |
| Middlesbrough F. C. Inglaterra        | 2.ª           | 2023-24       | 6     | 0     | 1                | 0                | 7     | 0     |
| Middlesbrough F. C. Inglaterra        | 2.ª           | 2024-25       | 0     | 0     | 0                | 0                | 0     | 0     |
| Middlesbrough F. C. Inglaterra        | Total club    | Total club    | 44    | 0     | 3                | 0                | 47    | 0     |
| Total carrera                         | Total carrera | Total carrera | 326   | 7     | 27               | 1                | 353   | 8     |
| 1. 2.                                 |               |               |       |       |                  |                  |       |       |